# Потоцкий, Франц Викентьевич
Граф Франц Викентьевич Потоцкий (Франтишек-Ксаверий Потоцкий; Franciszek Ksawery Potocki; 1788—1853) — польский магнат, нумизмат и коллекционер из рода Потоцких. Тайный советник, сенатор Российской империи. В 1832—1841 гг. возглавлял Мазовецкое воеводство, преобразованное в 1837 г. в Мазовецкую губернию.

## Биография
Единственный сын генерал-лейтенанта графа Винцента Потоцкого от его второго брака с Анной Мыцельской. Родился и вырос в резиденции отца в Немирове. Унаследовал также Збараж в Волынской губернии. С 1800 года жил с матерью в Париже, где получил великолепное образование, слушал лекции в Дрездене и Лейпциге. 29 августа 1808 года вступил на службу капитаном войск герцогства Варшавского, состоял в действующей армии адъютантом у Луи Даву. 2 июня 1815 года был переведен майором в бывшие польские войска из эскадронных командиров французской службы.
В том же году, 16 ноября, был переведён в лейб-гвардии Конно-егерский полк. В 1816 году был пожалован званием флигель-адъютанта и назначен состоять при посольстве в Неаполе, где пробыл до 1822 года, когда был причислен к Министерству иностранных дел, а затем был назначен состоять при посольстве в Париже. После увольнения с военной службы, в 1824 году был пожалован придворным званием камергера, а в 1826 году — чином церемониймейстера. 26 октября 1832 года получил чин статского советника и был определён на должность председателя Мазовецкой воеводской комиссии. 14 апреля 1833 года был произведён в действительные статские советники. 20 марта 1836 года был назначен членом Государственного совета Царства Польского.
18 февраля 1841 года был уволен, по прошению, от должности губернатора Мазовецкого воеводства. 6 сентября того же года был пожалован чином тайного советника и назначен присутствовать в варшавских департаментах Сената. С 1842 года состоял членом Комитета для составления «Свода законов Царства Польского», в апреле 1843 года назначен был председателем Эмеритальной комиссии, а в 1844 году — исправляющим должность председателя Герольдии Царства Польского. В 1850 году вышел в отставку.
Как и отец, Потоцкий был страстным коллекционером. Ему принадлежала ценное собрание польских медалей и монет, большая коллекция польских и иностранных древностей, в том числе оружейное собрание и прекрасная библиотека, позднее поступившая в Вилянувский дворец. Не всегда имея средства для новых покупок, он иногда был вынужден продавать некоторые предметы из своей коллекции. Среди его покупателей были император Николай I и император Франц II. Скончался без потомства в январе 1853 года в Варшаве и был похоронен на Повонзковском кладбище.

## Семья
Первая жена (с 08.09.1807) — принцесса Сидония де Линь (08.12.1786 — 14.05.1828), внучка мемуариста принца Шарля де Линя и дочь полковника австрийской армии принца Жозефа де Линя, состоявшего в качестве волонтёра при Суворове под Измаилом. Потоцкий приходился Сидонии сводным братом, её мать Хелена Масальская (1763—1815), овдовев в 1792 году, вышла замуж за графа Винцента Потоцкого (став его третьей женой). Брак их детей был устроен с тем, чтобы поставить точку в спорах старого графа Потоцкого и Хелены о судьбе имущества последней. По отзыву современницы, «Сидони Потоцкая была преступно легкомысленной, но имела такое доброе сердце и такой приятный характер, что просто невозможно было не любить ее всем сердцем». Похоронена на холме Каленберг в Вене. В браке имела дочь Сидонию (ум. 1811).
Вторая жена (с 1829) — Каролина Коффлер (14.10.1812 — 22.11.1885), происходившая из буржуазной семьи Леопольдов и пленившая графа Потоцкого своей грацией. По отзыву современницы, была «миниатюрная красивая женщина, обладавшая удивительным тактом, веселая и естественная, она чувствовала себя превосходно в столь непривычном для себя в высшем обществе, никого не шокировала и не давала повода даже для малейшего недоброжелательства к себе». За заслуги мужа была пожалована в кавалерственные дамы малого креста ордена Св. Екатерины (06.06.1849). Будучи единственной наследницей всего движимого и недвижимого имущества супруга, в 1857 году из-за финансовых трудностей продала его ценную коллекцию монет и медалей. Была деятельной благотворительницей, состояла членом Варшавского благотворительного общества и жертвовала довольно значительные суммы Институту глухих и слепых. Из-за беспорядков в Польше в 1860 году покинула Варшаву. Жила в Дрездене, где 8 января 1861 года вышла замуж за богатого графа Януша Ростворовского (1811—1891), знатока искусства и любителя музыки. Свой дом супруги держали открытым и вместе занимались обширной благотворительностью. В возрасте Каролина страдала ожирением, что отразилось на её красоте и позволило недоброжелателям говорить, что в этом проявилось её низкое происхождение. Скончалась в Варшаве и похоронена на Повонзковском кладбище.